# Aru Majo ga Shinu Made
Aru Majo ga Shinu Made (Nhật: ある魔女が死ぬまで) là một light novel Nhật Bản do Saka sáng tác và được minh họa bởi Korefugi. Tác phẩm được đăng tải lần đầu trên trang web tiểu thuyết trực tuyến Kakuyomu từ tháng 10 năm 2019 đến tháng 8 năm 2022, và kể từ tháng 12 năm 2021, đã được xuất bản dưới dạng sách giấy bởi nhà xuất bản Dengeki no Shin Bungei (KADOKAWA). Tác phẩm đã giành giải thưởng lớn ở hạng mục "Mối quan hệ thầy trò nhiệt huyết" trong cuộc thi kỷ niệm 2 năm thành lập Dengeki no Shin Bungei. Ngoài ra tác phẩm còn được chuyển thể thành manga do Ame Ararenu phụ trách và được đăng dài kỳ trên trang web truyện tranh trực tuyến Dengeki Comic Regulus từ tháng 3 năm 2023. Bộ anime truyền hình cũng đã chính thức lên sóng từ ngày 1 tháng 4 năm 2025 đến ngày 17 tháng 6 năm 2025.

## Tóm tắt
Meg Raspberry, một cô phù thủy tập sự, vào ngày sinh nhật thứ 17 cô nhận được một tin dữ từ sư phụ của mình là Faust, người được gọi là "Phù thủy vĩnh hằng", nói rằng cô chỉ còn một năm để sống do bị nguyền rủa. Cách duy nhất để hóa giải lời nguyền ấy là thu thập một ngàn giọt nước mắt hạnh phúc từ con người, từ đó tạo ra "Hạt giống của sự sống". Mang trong mình định mệnh mong manh, Meg bước vào hành trình kết nối với mọi người, chạm vào trái tim họ, sẻ chia những khoảnh khắc ngọt ngào lẫn đắng cay. Giữa những cuộc gặp gỡ và chia ly, cô dần trưởng thành và không chỉ là một phù thủy, mà còn là một con người thấu hiểu niềm vui, nỗi buồn, và giá trị của sự sống.

## Nhân vật
Meg Raspberry (メグ・ラズベリー)
Lồng tiếng bởi: Yoshino Aoyama
Faust (ファウスト)
Lồng tiếng bởi: Yoshiko Sakakibara
Carbuncle (カーバンクル)
Lồng tiếng bởi: Miharu Hanai
Snowy Owl (シロフクロウ)
Lồng tiếng bởi: Aina Suzuki
Fine Cavendish (フィーネ・キャベンディッシュ)
Lồng tiếng bởi: Rumi Okubo
Sophie Hayter (ソフィ・ヘイター)
Lồng tiếng bởi: Hina Yōmiya
Mysterious Girl (謎の少女)
Lồng tiếng bởi: Atsumi Tanezaki
Inori (祈)
Lồng tiếng bởi: Shizuka Itō
Eldora (エルドラ)
Lồng tiếng bởi: Yoko Hikasa

## Phương tiện truyền thông

### Light novel
Once Upon a Witch's Death là tác phẩm do Saka sáng tác, ban đầu được đăng tải dưới dạng tiểu thuyết mạng trên nền tảng Kakuyomu từ ngày 3 tháng 10 năm 2019 đến 26 tháng 8 năm 2022. ASCII Media Works đã mua bản quyền và chính thức phát hành tác phẩm dưới dạng light novel từ ngày 17 tháng 12 năm 2021, với phần minh họa được thực hiện bởi họa sĩ Chorefuji, dưới nhãn sách Dengeki no Shin Bungei. Tính đến tháng 3 năm 2025, series đã phát hành 3 tập. Đồng thời, bản quyền phát hành tiếng Anh của tác phẩm cũng đã được Yen Press mua lại.

#### Danh sách light novel
| # | Nhan đề                                                                  | Phát hành tiếng Nhật | Phát hành         |
| - | ------------------------------------------------------------------------ | -------------------- | ----------------- |
| 1 | Owari no Kotoba to Hajimari no Namida (終わりの言葉と始まりの涙)         | 17 tháng 12 năm 2021 | 978-4-04-914054-5 |
| 2 | Aoki Umi ni Shukufuku no Kane wa Narihibiku (蒼き海に祝福の鐘は鳴り響く) | 17 tháng 7 năm 2024  | 978-4-04-915566-2 |
| 3 | Hate Shinai Monogatari no Maku ga Agaru (はてしない物語の幕が上がる)     | 17 tháng 3 năm 2025  | 978-4-04-915567-9 |

### Manga
Bản chuyển thể manga của tác phẩm, với phần minh họa do Kenu Amearare đảm nhiệm, đã chính thức ra mắt trên trang web Dengeki Comic Regulus của ASCII Media Works vào ngày 10 tháng 3 năm 2023. Tính đến tháng 9 năm 2024, manga đã được tuyển tập và phát hành thành 3 tập truyện dạng tankōbon. Bản manga cũng đã được Kadokawa phát hành bản tiếng Anh kỹ thuật số trên nền tảng BookWalker.

#### Danh sách tập truyện
| # | Ngày phát hành tiếng Nhật | ISBN tiếng Nhật   |
| - | ------------------------- | ----------------- |
| 1 | 27 tháng 7 năm 2023       | 978-4-04-915154-1 |
| 2 | 26 tháng 7 năm 2024       | 978-4-04-915822-9 |
| 3 | 27 tháng 9 năm 2024       | 978-4-04-915932-5 |
| 4 | 10 tháng 4 năm 2025       | 978-4-04-916367-4 |

### Anime
Bộ anime chuyển thể từ tiểu thuyết đã chính thức được công bố vào ngày 28 tháng 6 năm 2024. Dự án do studio EMT Squared đảm nhận sản xuất, dưới sự chỉ đạo của đạo diễn Atsushi Nigorikawa. Phần kịch bản được giám sát bởi Keiichirō Ōchi, thiết kế nhân vật do Yuki Shizuku đảm nhiệm, và phần âm nhạc được sáng tác bởi Akiyuki Tateyama. Bộ phim chính thức lên sóng vào ngày 1 tháng 4 năm 2025 trên kênh AT-X, đồng thời phát hành trên nhiều đài truyền hình khác. Ca khúc mở đầu là "Drops" do Maaya Sakamoto thể hiện. Trong khi đó, bài hát kết thúc là "Hana-saku Michi de" (花咲く道で) do Aoi Teshima trình bày, với phần nhạc được sáng tác bởi Yuki Kajiura. Anime được phát trực tuyến trên Crunchyroll trên toàn thế giới.

#### Tập phim
| TT. | Tiêu đề | Đạo diễn           | Bảng phân cảnh                      | Ngày phát hành gốc  |
| --- | --- | ------------------ | ----------------------------------- | ------------------- |
| 1   | "Phù thủy còn một năm thọ mệnh" Chuyển ngữ: "Yomei Ichi-nen no Majo" (tiếng Nhật: 余命一年の魔女)                                                                            | Nigorikawa Atsushi | Nigorikawa Atsushi                  | 1 tháng 4 năm 2025  |
| 2   | "Phù thủy tập sự và người Lapis" Chuyển ngữ: "Minarai Majo to Rapisu no Hitobito" (tiếng Nhật: 見習い魔女とラピスの人々)                                                     | Naoya Murakawa     | Nigorikawa Atsushi                  | 8 tháng 4 năm 2025  |
| 3   | "Trí tuệ từ phương Đông viếng thăm" Chuyển ngữ: "Azuma Yori, Eichi no Raihō" (tiếng Nhật: 東より、英知の来訪)                                                                | Maezono Fumio      | Takayashiki Hiroshi                 | 15 tháng 4 năm 2025 |
| 4   | "Phước lành cùng với việc mở cổng" Chuyển ngữ: "Shukufuku wa Kaimon to Tomoni" (tiếng Nhật: 祝福は開門と共に)                                                                | Kadohara Yuki      | Maesawa Daiki                       | 22 tháng 4 năm 2025 |
| 5   | "Những bông hoa nở rộ trong bầu trời đêm lễ hội" Chuyển ngữ: "Saiten no yozora ni hana wa saku" (tiếng Nhật: 祭典の夜空に花は咲く)                                           | Mikan              | Nigorikawa Atsushi                  | 29 tháng 4 năm 2025 |
| 6   | "Bầu trời chiều thiếu vắng phép thuật" Chuyển ngữ: "Mahō no nai Yūgurenosora wa" (tiếng Nhật: 魔法のない夕暮れの空は)                                                        | Maezono Fumi       | Hamasaki Kenichi & Ishiyama Takaaki | 6 tháng 5 năm 2025  |
| 7   | "Lời nói, thảm họa và nghi lễ" Chuyển ngữ: "Kotonoha to saiyaku to shikiten to" (tiếng Nhật: 言の葉と災厄と式典と)                                                           | Kawai Kōhei        | Maesawa Daiki                       | 13 tháng 5 năm 2025 |
| 8   | "Gia đình quỷ ám" Chuyển ngữ: "Akuma ni miirareta kazoku" (tiếng Nhật: 悪魔に魅入られた家族)                                                                                 | Awai Shigenori     | Kondo Satomi                        | 20 tháng 5 năm 2025 |
| 9   | "Đại cổ thụ ngủ" Chuyển ngữ: "Furuki taiju wa nemuru" (tiếng Nhật: 古き大樹は眠る)                                                                                           | Higashida Natsumi  | Higashida Natsumi                   | 27 tháng 5 năm 2025 |
| 10  | "Tiếng chuông phước lành vang lên cùng tiếng sóng (Phần đầu)" Chuyển ngữ: "Shiosai Totomoni Shukufuku no Kane wa Naru (Zenpen)" (tiếng Nhật: 潮騒と共に祝福の鐘は鳴る(前編)) | Tonokatsu Hideki   | Takeshi Mori                        | 3 tháng 6 năm 2025  |
| 11  | "Tiếng chuông phước lành vang lên cùng tiếng sóng (Phần sau)" Chuyển ngữ: "Shiosai Totomoni Shukufuku no Kane wa Naru (Kōhen)" (tiếng Nhật: 潮騒と共に祝福の鐘は鳴る(後編))  | Hirayama Takanari  | Amiya Masakazu                      | 10 tháng 6 năm 2025 |
| 12  | "Những người tôi yêu quý" Chuyển ngữ: "Watashi no Aishita Hito-tachi" (tiếng Nhật: 私の愛した人たち)                                                                         | Nigorikawa Atsushi | Ishiyama Takaaki                    | 17 tháng 6 năm 2025 |